# Tom Ridge
Thomas Joseph Ridge (ur. 26 sierpnia 1945 w Munhall, Pensylwania) – amerykański polityk, były gubernator Pensylwanii (1995–2001) oraz były sekretarz bezpieczeństwa krajowego (2003–2005).

## Młodość, armia, edukacja
Tom Ridge urodził się w miejscowości Munhall w stanie Pensylwania jako najstarszy z trojga dzieci. Jego ojciec był pracownikiem biura podróży i weteranem marynarki.
W 1967 ukończył Harvard College i rozpoczął studia w The Pennsylvania State University – Dickinson School of Law. Po pierwszym roku nauki dostał jednak powołanie do wojska. W czasie wojny w Wietnamie służył jako sierżant piechoty (staff sergeant). Za swoje zasługi otrzymał Brązową Gwiazdę, National Defense Service Medal, Vietnam Service Medal, Vietnam Gallantry Cross oraz Combat Infantryman Badge.
Do Stanów Zjednoczonych powrócił w 1970 z powodów zdrowotnych, przerwanego wyrostka robaczkowego oraz odnowionej infekcji ucha. Z tego drugiego powodu, Ridge od tamtej pory jest zmuszony do noszenia aparatu słuchowego w lewym uchu.
Po powrocie do Pensylwanii, w 1972 ukończył studia prawnicze w Dickinson School of Law i otworzył własną praktykę.

## Kariera polityczna
W 1980 Tom Ridge został zastępcą prokuratora w hrabstwie Erie w Pensylwanii. W ciągu dwóch lat uczestniczył w 86 postępowaniach. W 1982 po raz pierwszy wziął udział w wyborach i w ich wyniku 3 stycznia 1983 zasiadł w Izbie Reprezentantów Stanów Zjednoczonych. Sukces powtórzył w kolejnych pięciu wyborach.
W wyborach w 1994 z powodzeniem walczył o urząd gubernatora Pensylwanii. Stanowisko to objął 17 stycznia 1995 i zajmował przez niemalże dwie kadencje (reelekcja w 1998), do 5 października 2001.
W październiku 2001 zrezygnował z funkcji gubernatora i został doradcą prezydenta USA ds. bezpieczeństwa krajowego (2001–2003). 24 stycznia 2003 został pierwszym sekretarzem bezpieczeństwa krajowego, stanowiska utworzonego jako odpowiedź na zamachy terrorystyczne z 11 września 2001. W listopadzie 2004 przedstawił swoją rezygnację prezydentowi George’owi W. Bushowi, motywując to sprawami rodzinnymi. Stanowisko sekretarza zajmował do 1 lutego 2005.
W czasie kampanii wyborczej przed wyborami prezydenckimi w 2008 był doradcą kandydata Johna McCaina. Był wymieniany jako jeden z jego potencjalnych kandydatów na stanowisko wiceprezydenta.